# Stanisław Nieborski
Stanisław Nieborski (ur. 1578 w Płocku, zm. 27 maja 1644 w Wilnie) – biskup pomocniczy wileński (1634-1644).

## Życiorys
Pochodził z mazowieckiej szlachty, pieczętującej się herbem Lubicz.
Święcenia kapłańskie przyjął 27 maja 1607. 12 czerwca 1634 został nominowany biskupem pomocniczym wileńskim, a 18 czerwca 1634 otrzymał sakrę z tytułem biskupa Methone.